# LookUP
LookUP（るっくあっぷ、英: LookUP）は、B2Bシステム開発事業、コンテンツ制作事業などを行う日本のIT企業。

## 概要
2020年3月7日に代表の伊藤司が管理する5つのプロジェクトを束ねたチームとして設立された。
システム開発部門を中核事業とし、格安クラウドデジタルサイネージシステムや、Webサイト開発を始めとした事業者向けシステムを展開している。
コンテンツ制作部門(ColofuLink)の運営も行っており、Webデザイン、キャラクターデザイン、アニメ、映像の制作事業も行っている。2023年4月現在の所属人数は5名。
LookUPは全国と北海道内で一部の事業内容が異なる。

## 沿革
2020年3月LookUPは映像制作などのプロジェクト5つを束ねたチームとして発足、直後それぞれのプロジェクトの歩幅が合わず停滞した。その一ヶ月後の同年4月に事業再編を行い映像制作を中核とする方針を発表、自動車紹介Youtubeチャンネル「チャンネルカーニュース」の運営を行い同チャンネルでのLookUPのメンバー募集広告を行う。
同年5月にまとめ系Youtubeチャンネルを2つ新たに開設し、合計4チャンネルの制作運営を行うことになる。しかし一ヶ月後に再生数が見込めないため前述の2つのチャンネルは制作中止となった。
同年7月には「チャンネルカーニュース」の雑誌である「チャンネルカーニュースin paper」を発行。限定販売を行い完売。
同年11月、同社が中核事業としてきた映像制作に加え、創作活動を支援するコミュニティー、マネジメントを運営する事業「Colofulink」が設立、プレスリリースされる。これにより同社が運営するチャンネル、保有するコンテンツの権利を移行し、実質的に中核事業を手放すことになったが、制作チームはLookUP名義で続けられたため、関係性は曖昧なままとなった。
2021年1月、LookUPは事業の休止を行なった。理由は諸説あるが、内部への調査によると、ColofuLinkの課題などの根幹を揺るがす問題に直面したこととされている。
同年7月 ColofuLinkの運営権を取得、コンテンツ権利の再取得をした。また実質的な吸収を行い、LookUP Groupの一員として支配下に置いた。「Colofulink create」の加入メンバーに対してプロジェクトの凍結の連絡をLookUPとして行なった。
同年1月 ホームページ「lookup.lomo.jp」を公開。Web開発を中核事業にし、非中核事業になった映像制作事業は再編することを発表した。
同年7月 システム開発を専門とするLLMI(LookUP Life Marketing Innovator)を設立。
同年8月 LLMIが初の組み込みシステムである「かんたんサイネージ」を発売。
2023年1月 LookUP2.0を発表。LookUP Groupに名称を変更し、総務部門、クリエイターマネジメント事業、システム開発事業の3事業に事業整理した。「世界を感動でアップデートする」を理念とし、「私たちは、クリエイティブとIT技術を用いて、人々に新しい「感動」を提供します。」とHPに記載されている。
同年5月 LLMIのブランドを廃止。
同年6月 屋号の「LookUP Group」を「LookUP」に変更し、クリエイターマネジメント部門をコンテンツ制作部門に変更。
同年8月 法人向けシステム開発を本格化
2024年4月 東京を拠点とした開発をする新たに開始することをHPで発表(削除済)
同年5月 事業の稼働率向上に向けた中長期計画を発表(削除済）

## 略称
LookUP GroupはLookUP、ColofuLinkを各部門のブランドとして掲げている。
過去にはLookUP ColofuLinkと表記されることもあったが、現在は独立したブランドとして表記されている。。